# ألبرت نوببس
ألبرت نوببس هو فيلم من نوع دراما أُصدر في 2011. الفيلم من إنتاج أمبلين إنترتاينمنت، ومن توزيع ليونزغيت إنترتاينمنت، وهو من إخراج رودريغو غارسيا، أما السيناريو فكان من كتابة Gabriella Prekop ‏ وجون بانفيل وغلين كلوز وجورج مور واستفان زابو. الفيلم مقتبسٌ من The Singular Life of Albert Nobbs ‏ من تأليف Simone Benmussa ‏.

## القصة
تقع أحداث الفيلم في دبلن. وتدور أحداث القصة حول امرأة تدعى ألبرث نوبيس، التي عانت من الفقر والبؤس والإستغلال. ولم ينصفها القانون عندما تعرضت للإغتصاب مرات عديدة. كل هذا بسبب القوانين التي تفرضها الكنيسة الكاثوليكية، التي تحد دور المرأة في المنزل وتربية الأبناء. لكن الفقر والجوع والإضطهاد الذي عانته ألبرث وعدم إحترام خصوصياتها كإمرأة وإعتبارها كائن دوني، سيكون السبب في قرارها الشجاع والتنكر على هيئة رجل خجول يعمل كنادل في أحد الفنادق الفخمة لمدة 30 سنة. وبهذا ستكسر عزوف المجتمع في استقلال المرأة لكن بطريقة غير مباشرة. أصبحت النادل المفضل لدى الطبقة البرجوازية لخدمته المتقونة وخجله القوي. واستمرت إلبرت في التخفي وراء ملابس الرجال ومحاولة جعل صوتها سميكا وجمع النقود نحو تجاوز الفقر والإعتماد على الذات. لكن ذات يوم ستقع سيدة في حب هذا النادل. ستلاحظ البرود الشديد فطريقة تعامله معها لكن لطالما ظنت أن الأمر عائد لخجله. ستكتشف بعد مدة من الزمن أن النادل امرأة تخفي وراء تنكرها أحزان عظيمة وخوف وقهر وفقدان طعم الحياة ومتعتها. ستحاول السيدة أن تقنع ألبرث بأن الجميع يعرف تحديات وصرعات في حياته، لكن يجب الإصرار على الفوز وإثبات الذات. وأنه يجب عليها عيش حياتها كإمرأة والإستمتاع بما تبقى منها. وستكون تلك أول خطوة تتجرد فيها ألبرث من قوقعتها التنكرية وتتقبل ذاتها كأنث قوية لا تحتاج للتنكر حتى تعطى لها قيمة.

## طاقم التمثيل
- جيمس غرين [الإنجليزية]‏
- إيميرالد فينيل
- فيبي والر بريدج
- برندان غليسون
- Philip O'Sullivan [الإنجليزية]‏
- جوناثان ريس مايرز
- ميا فاشيكوفسكا
- بريندا فريكر
- جانيت مكتير
- بولين كولينز
- بروناج جالاجار
- مارك وليامس
- غلين كلوز
- فيليدا لوو
- ماريا دويل كينيدي
- آرون جونسن
- انجيلين بول
- أنتونيا كامبال-هوغس
- مايكل ماكلهاتون
- John Light (actor) [الإنجليزية]‏

## الإنتاج
موسيقى الفيلم التصويرية كانت من تأليف برايان بيرن.

## الاستقبال

### الميزانية والإيرادات
وصلت ميزانية هذا الفيلم إلى مايقارب 8.5 ملايين دولار.

## وصلات خارجية
- ألبرت نوببس على موقع IMDb (الإنجليزية)
- ألبرت نوببس على موقع ميتاكريتيك (الإنجليزية)
- ألبرت نوببس على موقع الموسوعة البريطانية (الإنجليزية)
- ألبرت نوببس على موقع روتن توميتوز (الإنجليزية)
- ألبرت نوببس على موقع نتفليكس (الإنجليزية)
- ألبرت نوببس على موقع قاعدة بيانات الأفلام العربية
- ألبرت نوببس على موقع ألو سيني (الفرنسية)
- ألبرت نوببس على موقع أول موفي (الإنجليزية)
- ألبرت نوببس على موقع بوكس أوفيس موجو (الإنجليزية)
- ألبرت نوببس على موقع فيلمافينيتي (الإسبانية)